# Hitzone 11
TMF Hitzone 11 is een verzamelalbum. Het album, onderdeel van de serie Hitzone, werd op 14 juli 2000 uitgegeven door de Nederlandse muziekzender TMF. TMF Hitzone 11 belandde op de 1e plaats in de Verzamelalbum Top 30 en wist deze positie vier weken te behouden.

## Nummers
| Nr. | Titel                            | Uitvoerend artiest         | Duur |
| --- | -------------------------------- | -------------------------- | ---- |
| 1.  | Oops! ...I Did It Again          | Britney Spears             | 3:31 |
| 2.  | Try Again                        | Aaliyah                    | 4:42 |
| 3.  | It Feels So Good                 | Sonique                    | 3:48 |
| 4.  | Fill Me In                       | Craig David                | 3:50 |
| 5.  | The One                          | Backstreet Boys            | 3:44 |
| 6.  | Never Be the Same Again          | Melanie C feat. Lisa Lopes | 4:12 |
| 7.  | Uncle John From Jamaica          | Vengaboys                  | 3:07 |
| 8.  | My Heart Goes Boom (La Di Da Da) | French Affair              | 3:36 |
| 9.  | Sunshine Reggae 2000             | Laid Back                  | 4:01 |
| 10. | Toca's Miracle                   | Fragma                     | 3:21 |
| 11. | Once Upon a Time                 | Montell Jordan             | 4:31 |
| 12. | I'll Never Stop                  | *NSYNC                     | 3:07 |
| 13. | Will I Ever                      | Alice Deejay               | 3:13 |
| 14. | Where Are You                    | Paffendorf                 | 3:27 |
| 15. | S Club Party                     | S Club 7                   | 3:27 |
| 16. | He Wasn't Man Enough             | Toni Braxton               | 3:59 |
| 17. | Fool Again                       | Westlife                   | 3:51 |
| 18. | There You Go                     | P!nk                       | 3:25 |
| 19. | I Will Keep My Head Down         | Kane                       | 4:28 |
| 20. | Campione 2000 (bonustrack)       | E-Type                     | 3:33 |